# Gaon iz Vilnjusa
Elija ben Solomon Zalman, (hebr. ר' אליהו בן שלמה זלמן Rabin Elijahu ben Šlomo Zalman) poznat kao Vilna Gaon ili Elijah od Vilne, ili po njegovom hebrejskom akronimu HaGra („HaGaon Raben Elijahu”: „Mudrac, naš učitelj, Elijah”) ili Elijah Ben Solomon (Silec, 23. april 1720 – Vilnjus 8. oktobar 1797), bio je talmudista, halahista, kabalista, i najviši leader misnagdskih (nehasidskih) Jevreja u proteklih nekoliko vekova. Na hebrejskom ga nazivaju ha-Gaon he-Časid mi-Vilna, „pobožni genije iz Vilnjusa”.

## Mladost i obrazovanje
Prema legendi on je do 4. godine memorisao celokupni Tanah. U sedmoj godini studirao je Talmud pod nadzorom Mojsija Margalita, rabina iz Kedajnjaja i autora tumačenja Jerusalimskog Talmuda pod nazivom Pnej Moše („Mojsijevo lice”). Za mladog Elijaha se govorilo da je već napamet znao nekoliko talmudskih traktata. On je poznat po tome što je posedovao eidetsko pamćenje. Do osam godina je u slobodno vreme studirao astronomiju. Od desete godine nastavio je studije bez pomoći učitelja, jer je njegovo znanje već nadmašilo sve njegove nastavnike, a sa jedanaest godina je ceo Talmud znao napamet.
Kada je dosegao zrelije doba, Ilija je odlučio da ode u „egzil” i lutao je različitim delovima Evrope, uključujući Poljsku i Nemačku, kao što je bio običaj među pobožnim tog vremena. U vreme kada je imao dvadeset godina, rabini su mu podnosili svoje najteže halahičke probleme. Učenjaci, jevrejski i nejevrejski, poštovali su njegov uvid u matematiku i astronomiju. On se vratio u rodni grad 1748. godine, do kog vremena je veći bio stekao znatnu reputaciju.

## Metode studiranja
Gaon je primenio na Talmud i rabinsku literaturu pravi filološki metod nastojeći da kritički preispita tekst.
On je posvetio mnogo vremena proučavanju Tore i hebrejske gramatike, i bio je dobro upućen u naučna istraživanja tog vremena. On je podsticao svoje učenike i prijatelje da se bave običnim i jednostavnim metodama učenja, i da ne zanemaruju sekularne nauke, tvrdeći da je judaizam mogao samo dobiti njihovim proučavanjem. Gaon je takođe bio privučen proučavanjem Kabale; njegova kontroverza sa hasidskim judaizmom ne proizilazi iz odbacivanja misticizma per se, već iz duboko drugačijeg razumevanja njegovog učenja, posebno u pogledu njegovog odnosa prema halahi i aškenaškom minhagu.

## Antagonizam do hasidizma
Kada je hasidski judaizam postao uticajan u Vilnjusu, Vilnjuski Gaon se pridružio rabinima i poglavarima poljskih zajednica, kako bi govorio protiv hasidskog uticaja.

## Drugi rad
Osim sukoba sa hasidima, Gaon iz Vilnjusa se retko bavio javnim poslovima i, koliko je poznato, nije predsedavao nijednom školom u Vilnjusu. Bio je zadovoljan držanjem predavanja u svom bet ha-midrašu nekolicini odabranih učenika, koje je uveo u svoje metode. On ih je podučavao hebrejskoj gramatici, hebrejskoj Bibliji i Mišnu, predmetima koje su talmudisti tog vremena uglavnom zanemarivali. Posebno je bio nestrpljiv da ih uvede u proučavanje književnosti midraša i manjih rasprava Talmuda, koje su naučnici njegovog vremena bili vrlo malo poznati.
Specijalan naglasak je stavio na proučavanje jerusalimskog Talmuda, koji je vekovima bio gotovo potpuno zanemaren. Gaon je ohrabrio svog glavnog učenika, rabina Hajma iz Voložina, da osnuje ješivu (rabinsku akademiju) u kojoj bi trebalo da se predaje rabinska književnost. Rabin Hajm Voložin je otvorio Voložinsku ješivu 1803. godine, nekoliko godina nakon Gaonove smrti, i napravio revoluciju u proučavanju Tore, što je rezultiralo uticajem na celokupno pravoslavno jevrejstvo.

## Asketizan
Gaon iz Vilnjusa je vodio asketski život, a neki od njegovih savremenika su ga nazivali „hasidom“. Ovaj izraz znači „pobožna osoba“ i nema veze sa hasidskim pokretom.
Gaon je jednom krenuo na put u zemlju Izrael, ali iz nepoznatih razloga nije stigao dalje od Nemačke. (Početkom devetnaestog veka, tri grupe njegovih učenika, poznatih kao Perušim, pod vođstvom rabina Menahema Mendela iz Šklova, su se probili u tadašnju otomansku Palestinu, nastanivši se prvo u Safedu, a kasnije i u Jerusalimu). Dok je bio u Kenigsbergu, napisao je svojoj porodici poznato pismo koje je objavljeno pod naslovom Alim li-Terufah, Minsk, 1836.

## Radovi
Gaon iz Vilnjusa je bio izdašan anotator, stvarajući mnoge marginalne napomene, beleške i kratke komentare, koji su uglavnom diktirani njegovim učenicima. Mnogi tvrde da su njegovi učenici zapisali njegove komentare, ako ne i njegove uredničke beleške. Međutim, ništa od njegovog dela nije objavljeno za njegovog života. „Gra“ je bio veoma precizan u formulacijama svojih komentara, jer je tvrdio da ga zakon Tore obavezuje da je samo „Tora šebištav“ (pisani zakon) dozvoljena da se zapiše – ostatak „Tora šebal pe“ (usmeni zakon) ne može biti, osim ako okolnosti zahtevaju. (Ovo dalje podržava gledište da su njegovi učenici pisali njegove komentare.) Dakle, Vilnjuski Gaon se pridržavao ovog gledišta zakona smanjujući svoja opširna objašnjenja koja su uglavnom nedokučiva bilo kome osim naprednim talmudistima. Beleške na vavilonskom Talmudu i Šalčan Aruk su poznate kao Bajrej ha-Gra („razrade po Grau“). Njegov tekući komentar na Mišnu nosi naslov Šenot Elijahu („Elajdžine godine“). Razna kabalistička dela imaju komentare u njegovo ime. Njegovi uvidi u Petoknjižje su naslovljeni Adereth Eliyahu („Elajdžin sjaj“). Komentari na Poslovice i druge knjige Tanaha napisani su kasnije u njegovom životu.
On je bio dobro upućen u matematička dela Euklida (4. vek pre nove ere) i podstakao je svog učenika rabina Baruha Šika iz Šklova da prevede ova dela na hebrejski. Kaže se da je Gaon napisao sažeto matematičko delo pod nazivom Ayil Meshulash, koje je bilo uvodni tekst u osnovnu matematiku. Prema popularnom mitu/legendi, tvrdi se da je Gaon doprineo savremenoj matematici svog vremena, i da je Kramerovo pravilo nazvano po njemu (pošto je njegovo porodično ime bilo Kremer). Međutim, pravilo je zapravo nazvano po švajcarskom matematičaru Gabrijelu Krameru, i nema dokaza da je Gaon uopšte bio upoznat sa bilo čim izvan osnovne (prednjutnovske/srednjoškolske) matematike, a svakako nema dokaza da je napravio vredne doprinose.

## Grobno mesto
Tokom 1950-ih, Sovjetske vlasti su planirale da izgrade stadijum i koncertnu dvoranu na toj lokaciji. Oni su dozvolili da se ostaci Vilna Gaona uklone i ponovo sahrane na novom groblju.

## Literatura
- Etkes, Immanuel, et al. The Gaon of Vilna: the man and his image (University of California Press, 2002)  0-520-22394-2
- "The Gaon of Vilna and the Haskalah movement", by Emanuel Etkes, reprinted in Dan, Joseph (ed.). Studies in Jewish thought (Praeger, NY, 1989)  0-275-93038-6
- "The mystical experiences of the Gaon of Vilna", in Jacobs, Louis (ed.). Jewish mystical testimonies (Schocken Books, NY, 1977)  0-8052-3641-4
- Landau, Betzalel and Rosenblum, Yonason. The Vilna Gaon: the life and teachings of Rabbi Eliyahu, the Gaon of Vilna (Mesorah Pub., Ltd., 1994)  0-89906-441-8
- Shulman, Yaacov Dovid. The Vilna Gaon: The story of Rabbi Eliyahu Kramer ( C.I.S. Publishers, 1994)  1-56062-278-4
- Ackerman, C. D. (trans.) Even Sheleimah: the Vilna Gaon looks at life (Targum Press, 1994)  0-944070-96-5
- Schapiro, Moshe. Journey of the Soul: The Vilna Gaon on Yonah/Johan: an allegorical commentary adapted from the Vilna Gaon's Aderes Eliyahu (Mesorah Pub., Ltd., 1997).  1-57819-161-0
- Freedman, Chaim. Eliyahu's Branches: The Descendants of the Vilna Gaon (Of Blessed and Saintly Memory) and His Family (Avotaynu, 1997)  1-886223-06-8
- Rosenstein, Neil. The Gaon of Vilna and his Cousinhood (Center for Jewish Genealogy, 1997)  0-9610578-5-8